# Chococam
 (mars 2021).
L'article doit être relu — et modifié si nécessaire — par des contributeurs indépendants pour apporter un regard critique aux contributions effectuées en violation des conditions d'utilisation de Wikipédia, tant sur la forme (notamment concernant le style encyclopédique, la proportionnalité) que sur le fond (la neutralité de point de vue, la qualité et l'indépendance des sources).
Chococam est une entreprise agro-alimentaire spécialisée dans la fabrication des produits de chocolaterie et de confiserie. Ses produits sont commercialisés au Cameroun, en Afrique centrale et de l'Ouest.  
Fondée en 1967, Chococam est devenue une filiale du groupe sud-africain Tiger Brands en 2008, à la suite de l’acquisition de 75 % de ses parts détenues auparavant par Barry Callebaut. En 2014, l’entreprise a étendu son objet social à l’importation et à la distribution de produits de soins corporels, ménagers, de riz et de pâtes alimentaires, tout en poursuivant ses activités historiques dans la chocolaterie et la confiserie.

## Histoire
Chococam lance à Paris sa première assemblée générale de constitution en 1965 mais ce n'est qu'en 1967 qu'elle est officiellement créée. 

### Dates clés
- 1965 : Création de Chococam par le Groupe Cacao Barry et l’État Camerounais à travers son outil d'investissement (la Société Nationale d'Investissement SNI)
- 1967 : démarrage des activités[4]
- 1972 : création de l'agence Chococam de Yaoundé
- 1974 : délocalisation de Chococam de son premier site à la cite Sic Bassa[3] pour la Zone Industrielle Bassa sur une superficie d'environ 8000 m²
- 1982 : le groupe Sucres & Denrées fait son entrée dans le groupe Cacao Barry
- 1992 : Le groupe SCI de la famille Vernes prend le contrôle de Barry
- 1996 : la fusion des Groupes Cacao Barry et Callebaut donne naissance à Barry-Callebaut[5]
- 1997 : rachat des parts de Cacao Barry par le Suisse Klauss J. Jacob [6]qui devient l'actionnaire majoritaire à travers sa filiale Van Houten (VH)
- 1997 : Chococam devient filiale du groupe Barry-Callebaut
- Depuis 2002 : Chococam est sous l'organisation Consumers Africa qui vise un développement panafricain des produits
- En 2004, le capital de Chococam passe à 4 000 000 000 FCFA, Barry-Callebaut (74.36%) et les nationaux camerounais (25.64%)
- Octobre 2005 : représentation de Chococam dans les pays voisins du Cameroun
- Novembre 2005 : certification ISO 9001 : 2000 en fabrication et commercialisation des produits de confiserie et de chocolaterie
- Juillet 2008 :  rachat des parts de Barry-Callebaut par le sud-africain Tiger Brands[7].

### Siège et actionnariat
Son siège est basé à Douala et son usine est au quartier Bassa. 
En janvier, Tiger Brands Limited d’Afrique du Sud acquiert 74,7 % des actions de Chococam - dans le cadre de sa stratégie d’expansion en Afrique - de Barry Callebaut, l'ancien actionnaire majoritaire. Barry Callebaut se concentre sur l’approvisionnement en cacao et sur sa transformation et reste au Cameroun par le biais de sa filiale SIC Cacaos.
La transaction est conclue le 31 juillet 2008. 
Tiger Brands Limited, dont le siège est en Afrique du Sud, est une société active dans l’alimentation et la santé. En 2007, son chiffre d’affaires s’est élevé à ~1,6 milliard d’euros et son effectif à plus de 16 000 employés. 
Tiger Brands Limited est cotée au JSE (South African Securities Exchange).
En 2018, Tiger Brands réalise un chiffre d'affairs en hausse de 3% au Cameroun  grâce à la demande croissante qui selon un rapport publié par Fitch Solutions, devrait atteindre 63 000 tonnes en 2023 

## Présentation

### Activités
Chococam fait l'achat, la fabrication, l’importation, l’exportation et le commerce en général des cacaos, chocolats, sucres, confiseries, biscuiterie.
C'est l'un des broyeurs actifs au Cameroun,,.

### Produits
Spécialisée dans la chocolaterie et la confiserie, Chococam assure la production et la distribution d'une large gamme de produits. 
Dans les marques phares de chocolaterie, on retrouve : 
- Tartina, la marque des pâtes à tartiner
- Matinal, la boisson chocolatée
- Mambo,la marque de chocolats à croquer.
- ChocoNuts
- Arina
- Chococrok

Le domaine de la confiserie est constitué des sucreries (sucettes et bonbons) et des gommes: 
- Bonbon Kola (Kola Flowpack, Red, Oyé, Ok Ginger, Super Menthol)
- Big Gum (Big Gum Menthe et Big Gum Tutti Frutti)

### Direction
Les différents responsables qui se sont succédé à la tête de Chococam de 1967 à nos jours sont les suivants :
- Pierre Focard, Jean Tricard, Jean-Pierre Courtes, Alain Cosmes, Jean Marc Oyono, Désiré Gabala, Ousmane Mba Sylla, Didier Buecher, Mouhamadou Ndiaye

### Chiffres
Chococam fabrique des produits à base de cacao pour les consommateurs dans son usine de Douala et vend ces produits au Cameroun, au Nigeria et dans les pays d'Afrique centrale et occidentale. 
Employant environ 300 personnes, Chococam réalise un chiffre d’affaires annuel de 18 milliards de FCFA environ (EUR 28 millions).